# Stora Herrestadstenen
Stora Herrestadstenen är en numera försvunnen runsten från Stora Herrestad, Skåne, som avbildades av Magnus Dublar Rönnou 1716. Hans bild publicerades i Bautil 1750. Eventuellt har stenen använts som byggnadsmaterial när Herrestads gård byggdes i mitten av 1700-talet. Fyra oberoende teckningar av inskriften hann dock göras vilket gör att texten på stenen med relativt stor säkerhet kan tolkas. 
Liksom de skånska runstenarna Södra Villiestenen och Sövestadstenen 2 har stenen rests av en kvinna till minne av hennes make. 
En translitterering av inskriften lyder:
kitilau ÷ lat ÷ kaurua ÷ kubl ÷ þausi ÷ af(t)(i)- ...
þiakn ÷ al÷kuþan ÷ þan ÷ is
hana ÷ ati
Transkribering till normaliserad fornvästnordiska:
Ketiley lét gera kuml þessi epti[r] ... þegn algóðan, þann er hana átti.
Översättning till modern svenska:
Ketilö lät göra kumler dessa efter? ... en förträfflig "thegn", som henne ägde.